# الجهاز المركزي لتكنولوجيا المعلومات
الجهاز المركزي لتكنولوجيا المعلومات، جهاز حكومي كويتي، أنشئ بأمر من أمير الكويت - آنذاك - الشيخ صباح الأحمد الجابر الصباح، بالمرسوم الأميري رقم 266 لسنة 2006 الصادر بقصر السِيف في 27 رجب 1427 هـ الموافق 21 أغسطس 2006، ليختص بوضع الخطط وسياسات تكنولوجيا المعلومات على المستوى الوطني الكويتي، والإشراف على عمليات ومشاريع الحكومة الإلكترونية والحوكمة الإلكترونية والتنسيق بين الجهات الحكومية في هذا المجال، ودعم وتدريب الكوادر البشرية في مجال صناعة التكنولوجيا في الكويت وتنمية قدراتها وتوعية المجتمع بفئاته كافة بأهمية تكنولوجيا المعلومات. يكون الجهاز برئاسة وزير المواصلات، ويموّل باعتمادات مالية خاصة بهِ، تحدد بالتنسيق مع وزارة المالية ضمن برنامج مستقل بميزانية وزارة المواصلات، وذلك وفقًا للمرسوم رقم 136 لسنة 2008 الصادر بقصر السيف في 30 جمادى الأولى 1429 هـ الموافق 4 يونيو 2008.